# Schwanenberg
Schwanenberg ist ein Ortsteil der Stadt Erkelenz (Kreis Heinsberg, ehemals Kreis Erkelenz) in der niederrheinischen Tiefebene, in der Nähe der Stadt Mönchengladbach gelegen. Bis zur kommunalen Neugliederung im Jahre 1972 war Schwanenberg eine eigenständige Gemeinde, die die Ortsteile Lentholt, Grambusch, Genhof und Genfeld – letzteres Dorf nur zur Hälfte – mit einschloss.

## Geografie

### Lage
Schwanenberg liegt am Nordrand der Erkelenzer Börde, am Übergang zur Schwalm-Nette-Platte, einem Teilgebiet des Niederrheinischen Tieflandes.
Früher soll die Schwalm in Schwanenberg entsprungen sein, führte doch ein Wasserlauf vom Pastorat zum heutigen Beginn des Baches bei Geneiken (Gendyk).

### Nachbardörfer

#### Lentholt
Lentholt (51° 6′ N, 6° 16′ O) liegt südlich von Schwanenberg. Die Bebauung der Ortschaften geht nahtlos ineinander über. 1312 wurde Lenthout in einer Urkunde genannt, 1473 wurde der Ortsnamen als Lentholt niedergeschrieben. Lentholt gehörte wie Schwanenberg zur Reichsherrschaft Wickrath. Das Dorf lag in der Pfarre Schwanenberg und nahm ebenfalls die Reformation an.
An den jüdischen Friedhof Schwanenberg in Lentholt erinnert u. a. ein Gedenkstein. Er ist die vierte Station der Route gegen das Vergessen.
Im Ortsnamen ist das Wort Lint (= Linde). enthalten. Holt bedeutet Gehölz, Wald.

#### Genhof
Genhof (51° 6′ N, 6° 15′ O) befindet sich westlich von Lentholt. Zwischen den Orten lag die Genhofer Windmühle. Der Ort hat 225 Einwohner (Stand 31. Dezember 2020).
1467 wurde geyn Have erstmals urkundlich erwähnt. 1568 erscheint der Ort als den Hoven.
Die aus heutiger Sicht prekären Lebensbedingungen in Genhof Mitte des 18. Jahrhunderts werden 1959 in einem interessanten Aufsatz von Peter Gotzes geschildert.
Das Präfix Gen im Ortsnamen ist ein Rest aus Präposition und Artikel (an gen = an dem, den).

#### Genfeld
Genfeld (51° 6′ N, 6° 15′ O) erscheint 1560 in einer Urkunde als uff den veldt (= auf dem Feld). Der Ort hat 116 Einwohner (Stand 31. Dezember 2020).
Das Dorf lag teils in der Reichsherrschaft Wickrath und teils im Herzogtum Jülich. Diese Einteilung blieb unter der französischen Herrschaft von 1794 bis 1814 und auch zunächst in der preußischen Zeit bestehen. Damals gehörte es teils zur Bürgermeisterei Schwanenberg und teils zur Bürgermeisterei Wegberg. Anfang des 19. Jahrhunderts war die Bevölkerung fast vollständig reformiert und gehörte zur evangelischen Gemeinde Schwanenberg. Bis zur Neugliederung 1972 blieb das Dorf aber kommunaltechnisch noch gespalten. Daraus ergaben sich einige Kuriositäten: So unterschieden sich die telefonischen Vorwahlen innerhalb des Ortes und die Kinder des Dorfes besuchten zwei unterschiedliche Schulen – die „Schwanenberger“ gingen in die Schwanenberger Volksschule, die „Wegberger“ in die Geneikener. „Die Schulen genossen ein höchst unterschiedliches Prestige: ‚Die Schwanenberger waren die Schlauen, die Geneikener die Doofen‘, erläutert Angelika Zohren. Hintergrund: Die Schule in Geneiken war in sehr radikaler Weise einzügig – Klasse eins bis acht in einer einzigen Klasse versammelt.“

## Geschichte

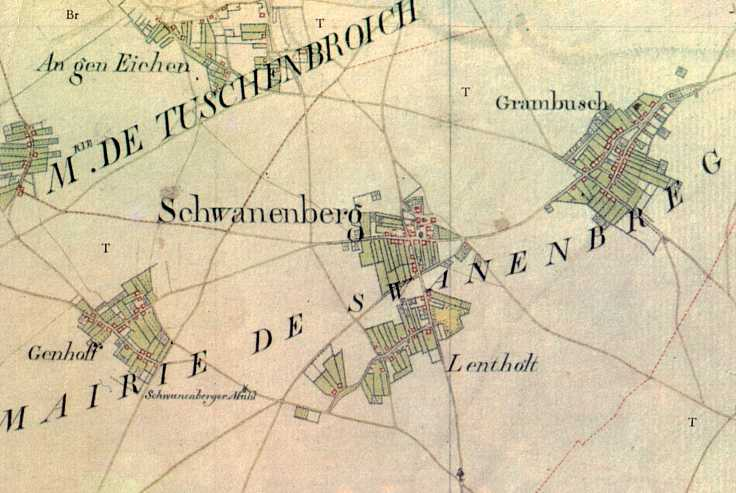
Kartenausschnitt „Mairie de Schwanenberg“, um 1806

Im Gebiet von Schwanenberg lassen sich Funde aus der Steinzeit und der Römerzeit nachweisen.

### Ortsname
Der Name hat seinen Ursprung in dem Namen des Bachs, der hier früher entsprang – die Schwalm. Bei der erstmaligen urkundlichen Erwähnung 1312 hieß der Ort Schwalenbricht.
1427 wurde das Dorf Swalenbergh genannt, diesen Namen findet man auch auf einer Kirchenglocke von 1754, diese weist die Inschrift Schwalenbergae auf.
Das Grundwort -berg kann zwei Bedeutungen haben, einmal tatsächlich Berg, schon leichte Erhebungen können in dieser flachen Landschaft so bezeichnet werden. Das Wort könnte aber auch die Bedeutung Burg besitzen. Das Beiwort Schwalm kommt vom mittelhochdeutschen Wort swal ‚Quelle, schwellendes Wasser‘.

### Die evangelische Gemeinde

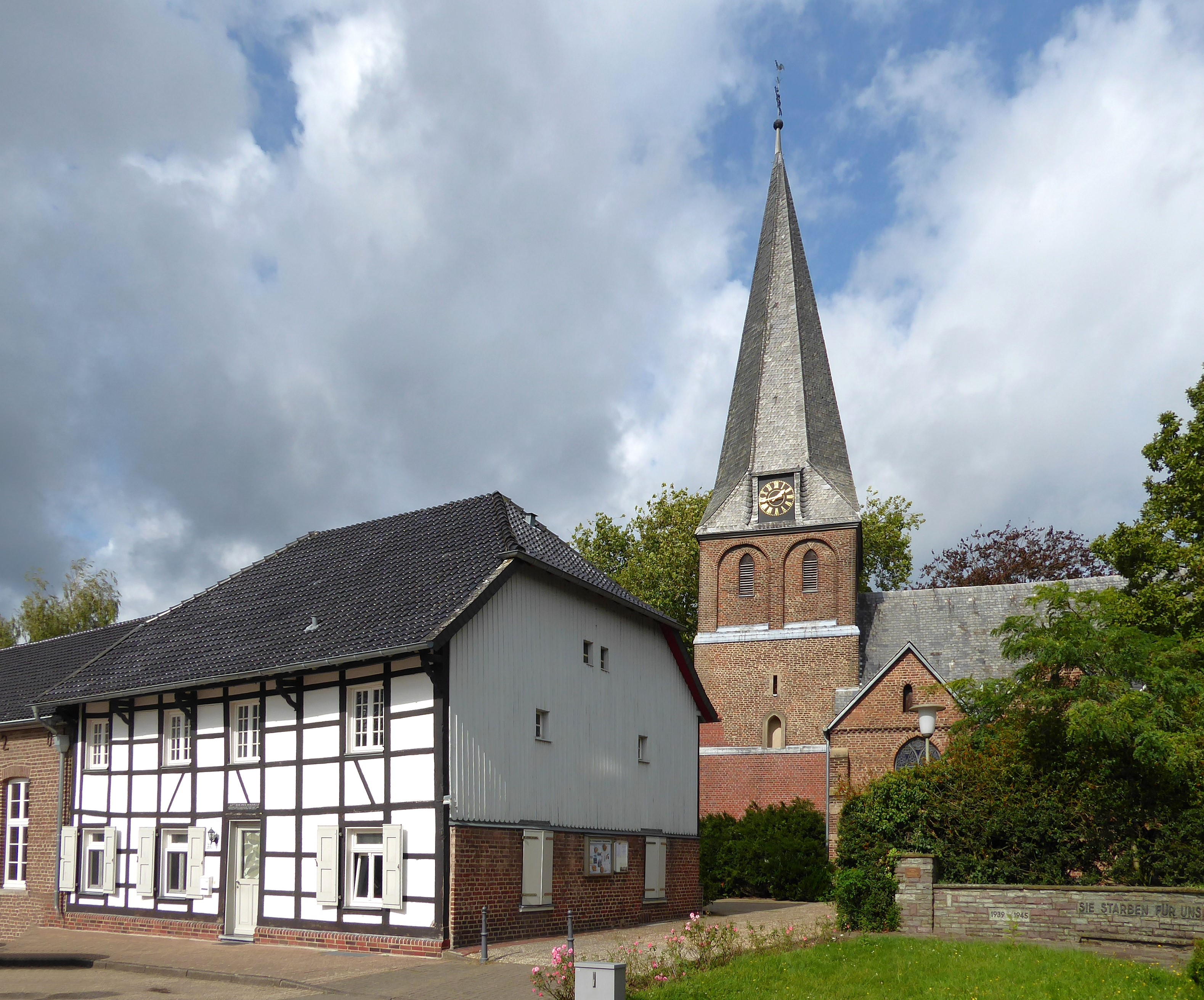
Evangelische Pfarrkirche Schwanenberg

Vor der Besetzung des Rheinlands durch Napoleon war Schwanenberg Teil der Quadt’schen Reichsfreiherrschaft Wickrath und damit eine protestantische Enklave mit reformiertem Bekenntnis im ansonsten katholischen Umland. Bis heute bekennt sich die Mehrheit der Bevölkerung Schwanenbergs zur protestantischen Konfession und ist die Geschichte der Gemeinde Schwanenberg eng mit der Geschichte der evangelischen Kirchengemeinde Schwanenberg verknüpft, was beispielsweise die Namensgebung einer Straße im Neubaugebiet „An der Schlei“ in „August-Wirtz-Platz“ in Erinnerung an den Pfarrer der evangelischen Kirchengemeinde Schwanenberg (bis 1969) signalisiert. Allerdings ist die Kirchengemeinde stets größer als die Gemeinde Schwanenberg gewesen und umfasste auch die Dörfer Kehrbusch, Flassenberg, Isengraben, Rath-Anhoven (nur zu einem kleinen Teil), Hoven, Golkrath, Gerderhahn, Geneiken. In der napoleonischen Zeit gehörte Schwanenberg als eigenständige Gemeinde (Maire) zum Departement Roer (Rur). Nach der Niederlage Napoléons und der anschließenden Annektierung zum Königreich Preußen.
Die Schwanenberger Kirche in der Ortsmitte trägt zur Südseite hin einen Grundstein aus dem Jahre 1547.
Die Anfänge der noch heute existierenden evangelischen Schule in Schwanenberg (heute: Evangelische Gemeinschaftsgrundschule Schwanenberg) liegen um 1600, die frühestes Nachricht ist datiert von 1607. Dem Dorfbrand 1777 fiel auch das Schulgebäude zum Opfer, das jedoch noch im selben Jahr wieder aufgebaut wurde. Zur 1792 vorgeschlagenen Erweiterung der Schule kam es erst 1821. Während der französischen Besatzung soll es neben der Schule in Grambusch auch vorübergehend eine kleine Schule in Genhof gegeben haben. Zur Finanzierung der Schulerweiterung wurde ein Grundstück am „Judenkirchhof“ in Lentholt gerodet und der Erlös des Holzverkaufs für den Anbau verwendet. Wegen der anhaltend hohen Schülerzahlen wurde 1858 in Geneiken eine weitere Schule für einen Teil Genfelds und für Geneiken gebaut. Die Schule in Grambusch bestand bereits seit 1787. Ein neues Schulhaus wurde im Jahr 1821 gebaut, das allerdings schon dreißig Jahre später (1851) durch ein stattliches Haus zwischen den beiden Dorfstraßen ersetzt wurde und das noch heute an der „Schulgasse“ besteht (In Grambusch 19).
Paul Gerhard Aring war vom 1. Februar 1970 bis 31. Dezember 1978 Pfarrer der Gemeinde.

### Die jüdische Gemeinde

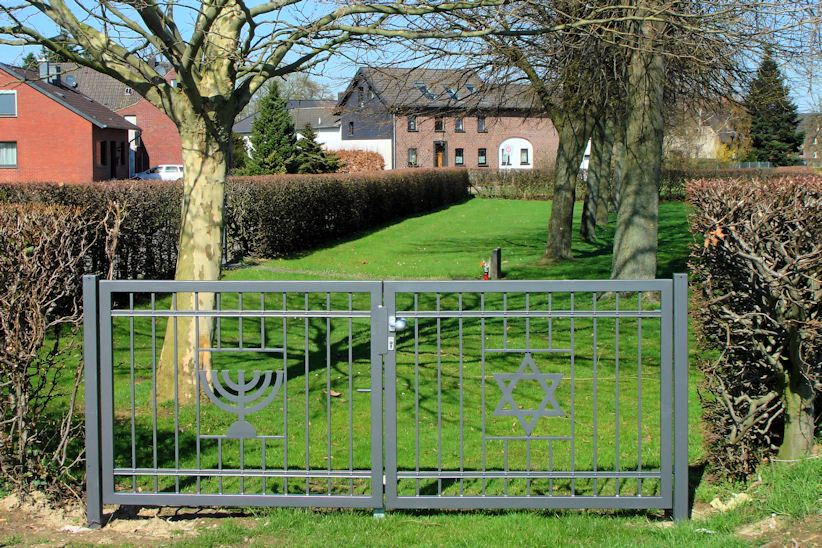
Jüdischer Friedhof in Lentholt

Schwanenberg beherbergte vom 17. Jahrhundert bis zum Jahre 1938 auch eine jüdische Gemeinde, die über eine Synagoge am Lindches Weg und einen Friedhof im Ortsteil Lentholt verfügte. Zwar noch kein eigenes Schulgebäude, aber „Jüdischen Unterricht“ gab es mindestens seit 1821 in Form von Privatunterricht. Die jüdische Gemeinde gehörte von 1808 bis 1847 zum Konsistorium Krefeld. Ab 1860 gab es Überlegungen, eine israelische Schule in Schwanenberg einzurichten. Ab 1870 gab es einen Kantor und Religionslehrer für die Synagogengemeinde Geilenkirchen-Heinsberg-Erkelenz, der mindestens 40 Kinder unterrichtete („Jüdische Religionsschule Erkelenz-Schwanenberg“). Zwanzig Jahre später wurden noch um die 20 Kinder unterrichtet. Am Ende des 19. Jahrhunderts setzte eine Abwanderung der jüdischen Bevölkerung in die Städte und Großstädte ein. Um 1900 wurden in der Schwanenberger Schule von 118 Schülern 8 Schüler jüdischen Glaubens unterrichtet. Um 1930 lebten nur noch wenige Juden in Schwanenberg.
Während der Novemberpogrome 1938 wurde die Inneneinrichtung der Synagoge durch die Hitlerjugend Schwanenberg und NSDAP-Mitgliedern aus Erkelenz zerstört und geschändet. Das Holz der Inneneinrichtung wurde von der Bevölkerung als Brennholz genutzt, nach und nach das ganze Gebäude abgerissen. Auf dem jüdischen Friedhof wurden alle Grabsteine zerstört, entwendet und von Landwirten zur Befestigung ihrer Hofeinfahrten verwendet. Die jüdischen Bürger wurden vertrieben oder deportiert.
Initiativen des evangelischen Pfarrers Paul Gerhard Aring (1926–2003) während seiner Amtszeit 1970–1979 zu einer Auseinandersetzung mit der eigenen Vergangenheit und mit dem christlich-jüdischen Dialog generell wurden von der Bevölkerung mit großem Vorbehalt und vielen Vorwürfen zur Kenntnis genommen. Erst eine sorgsame und seelsorgerlich orientierte theologische Fundierung der Fragen um Judentum und Unrecht durch Arings Nachfolger Pfarrer Erich Walter Fuchs (1932–2007) legten die Basis für eine intensivere Beschäftigung innerhalb der ev. Kirchengemeinde seit den 1990er Jahren.
2003 wurde am Ehrenmal an der Evangelischen Kirche eine Gedenktafel zur Erinnerung an die jüdische Gemeinde und am Lindches Weg am ehemaligen Standort der Synagoge eine Gedenktafel angebracht. Im Ortsteil Lentholt liegt der jüdische Friedhof. Hier befindet sich seit 2010 eine Gedenktafel der Erkelenzer Route gegen das Vergessen.
Bezirksausschuss und Presbyterium einigten sich Mitte 2005 darauf, dass in Zusammenhang mit dem nächsten zu erschließenden Baugebiet im Bereich Schwanenberg eine Straße nach der jüdischen Familie Leyens benannt wird. 2014 erhielt dann im Baugebiet „Tichelkamp“ eine Straße den Namen „Leyensring“. Am 28. August 2016 wurde in einer feierlichen Zeremonie das Straßenschild offiziell geweiht, hierzu waren Angehörige der Familie aus Irland eingeladen.

### Ab 1945
Amerikanische Soldaten des 334. Regiments der 84. Infanterie-Division der 9. US-Armee nahmen am 26. Februar 1945 Schwanenberg während der Operation Grenade nach Überquerung der Rur ein.
Nach dem Zweiten Weltkrieg erfolgte ein Zuzug von katholischen Bürgern nach Schwanenberg, es bildete sich die katholische Kapellengemeinde Schwanenberg, die ein eigenes Kirchengebäude im Ort wünschte. 1963 wurde die Kirche St. Severin eingeweiht.
Am 1. Januar 1972 wurde Schwanenberg nach Erkelenz eingemeindet.
Während bei Ende des Zweiten Weltkriegs nur wenige Bürger römisch-katholischen Glaubens in der evangelischen Enklave Schwanenberg wohnhaft waren, beläuft sich seit 2010 das konfessionelle Verhältnis auf jeweils die Hälfte römisch-katholischer und evangelischer Christen.

### Wappen
Das Gemeindewappen von 1969 zeigt im unteren Feld einen aufrecht stehenden Schwan auf einem Berg. Dieses Motiv entstammt einem alten Schöffenssiegel von ca. 1750. Im oberen Feld liegt ein Zinnenbalken, als Symbol für die ehemalige, reichsunmittelbare Herrschaft Wickrath. Der Schwan findet sich auch in dem Wappen der Wickrather Herrschaftsfamilie von Quadt.

## Kultur und Sehenswürdigkeiten

### Sehenswürdigkeiten
- Schwanenberger Markt
- Evangelische Kirche von 1547
- Bauernhöfe aus Fachwerk
- Pastorat
- Plastik Schwalmquelle von der Bildhauerin Ursula Klügel

### Vereine
- Turnverein 1924 Schwanenberg
- SV „Schwarz-Weiß“ Schwanenberg e. V. (von 1931)
- Evangelischer Kirchenchor Schwanenberg
- Evangelischer Posaunenchor Schwanenberg
- Freiwillige Feuerwehr Schwanenberg/Geneiken
- B. B. – Bitburger Borussen (Fanclub vom Fußballclub Borussia Mönchengladbach)
- Heimatverein Grambusch

## Wirtschaft und Infrastruktur

### Wirtschaft
In Grambusch befindet sich eine Fahrrad-Manufaktur, die Pedersen-Fahrräder herstellt, hinzu kommt eine Baumschule sowie eine große Zahl mittelständischer Handwerksbetriebe. Die Landwirtschaft hat an Bedeutung verloren, nur noch wenige landwirtschaftliche Betriebe existieren im Gebiet der ehemaligen Gemeinde.

### Infrastruktur
- Evangelische Grundschule Schwanenberg
- Evangelischer Kindergarten Schwanenberg

### Verkehrsanbindung
- Autobahnanbindung zur A46 ca. 4 km
- Anbindung zur B57 ca. 3 km
- Nächster Bahnhof in Erkelenz ca. 4 km

Die AVV-Buslinien 405 und 418 der WestVerkehr verbinden Schwanenberg wochentags mit Erkelenz, Wegberg, Wassenberg und Heinsberg.
Zudem verkehrt der Multi-Bus seit dem 9. Juni 2024 kreisweit erweitert und zu einheitlichen Bedienzeiten. Mehr Informationen gibt es bei WestVerkehr.
| Linie | Verlauf |
| ----- | --- |
| 405   | Erkelenz Bf – (Erkelenz ZOB –) (Grambusch – Schwanenberg – Gerderhahn –) Gerderath – Myhl – Wassenberg – Birgelen – Schloss Elsum – Effeld – Steinkirchen – Ophoven – Kempen – Karken – Heinsberg Busbf (– Heinsberg Agentur für Arbeit)                                                           |
| 418   | Erkelenz Bf (– Erkelenz ZOB) (→ Kehrbusch → Isengraben → Flassenberg) / (← Isengraben ← Kehrbusch) – Grambusch – Schwanenberg – Geneiken – (Wildenrath Gewerbegebiet –) Tüschenbroich – Watern – Wegberg Busbf (– Wegberg Bf – Harbeck – Merbeck – Venn – Tetelrath – Silverbeek – Niederkrüchten) |